# Dorobek artystyczny Krystyny Jandy

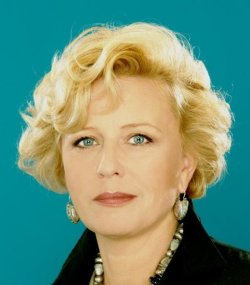
Krystyna Janda

Dorobek artystyczny polskiej aktorki Krystyny Jandy obejmuje ponad 80 ról teatralnych (zarówno w repertuarze klasycznym, jak i współczesnym), ponad 50 ról w produkcjach kinowych, ponad 50 ról w produkcjach Teatru Telewizji, ponad 10 występów serialowych oraz 2 role głosowe. Artystka również reżyseruje sztuki teatralne. Wyreżyserowała jeden film i jeden serial, w których zagrała także główne role. Ma na koncie szereg nagród za działalność aktorską i reżyserską. Ponadto wykonuje piosenki z nurtu poezji śpiewanej (m.in. duet z Markiem Grechutą), pisze felietony oraz często zajmuje stanowisko w sprawach społecznych. Prowadzi internetowego bloga.
| A | aktorka   |
| R | reżyserka |

## Teatr

### Spektakle teatralne

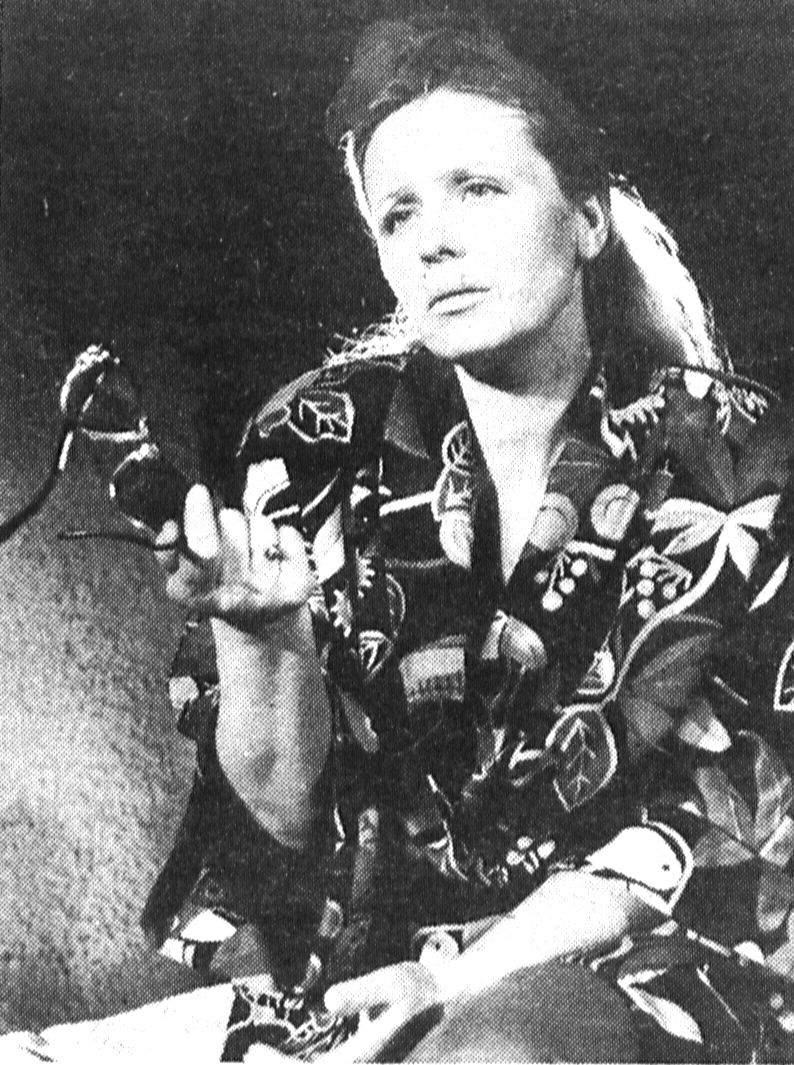
Krystyna Janda jako Shirley Valentine w sztuce Shirley Valentine (1991)

| Tytuł                               | Data                 | Profesje | Profesje | Rola                           | Teatr                                            | Źródło |
| Tytuł                               | Data                 | A        | R        | Rola                           | Teatr                                            | Źródło |
| ----------------------------------- | -------------------- | -------- | -------- | ------------------------------ | ------------------------------------------------ | ------ |
| Zabobon, czyli Krakowiacy i Górale  | 7 grudnia 1974       | Tak      |          | (rola nieznana)                | PWST w Warszawie                                 | [ 2 ]  |
| Śluby panieńskie                    | 25 kwietnia 1976     | Tak      |          | Aniela                         | Teatr Ateneum im. Stefana Jaracza w Warszawie    | [ 2 ]  |
| Portret Doriana Graya               | 26 maja 1976         | Tak      |          | Dorian Gray                    | Teatr Narodowy w Warszawie                       | [ 2 ]  |
| Bal manekinów                       | od sezonu 1976/77    | Tak      |          | Manekin 34                     | Teatr Ateneum im. Stefana Jaracza w Warszawie    | [ 2 ]  |
| Mewa                                | 30 grudnia 1977      | Tak      |          | Nina Michajłowna Zarieczna     | Teatr Ateneum im. Stefana Jaracza w Warszawie    | [ 2 ]  |
| Dusia, Ryba, Wal i Leta             | 16 grudnia 1978      | Tak      |          | Wal                            | Teatr Ateneum im. Stefana Jaracza w Warszawie    | [ 2 ]  |
| Tryptyk listopadowy                 | 23 grudnia 1978      | Tak      |          | Maria                          | Teatr Ateneum im. Stefana Jaracza w Warszawie    | [ 2 ]  |
| Heloiza i Abelard                   | 29 października 1979 | Tak      |          | Heloiza                        | Teatr Scena Prezentacje w Warszawie              | [ 2 ]  |
| Opera za trzy grosze                | 23 lutego 1980       | Tak      |          | Jenny - Spelunia               | Teatr Ateneum im. Stefana Jaracza w Warszawie    | [ 2 ]  |
| Dziewięćdziesiąty trzeci            | 12 kwietnia 1980     | Tak      |          | Maud                           | Teatr Ateneum im. Stefana Jaracza w Warszawie    | [ 2 ]  |
| Pokojówki                           | 31 maja 1980         | Tak      |          | (rola nieznana)                | Stara Prochownia w Warszawie                     | [ 2 ]  |
| Romulus Wielki                      | 30 sierpnia 1981     | Tak      |          | (rola nieznana)                | Teatr w Pontederze                               | [ 2 ]  |
| Niebo zawiedzionych                 | 5 grudnia 1982       | Tak      |          | (rola nieznana)                | Teatr Ateneum im. Stefana Jaracza w Warszawie    | [ 2 ]  |
| Heloiza i Abelard                   | 25 lutego 1984       | Tak      |          | Heloiza                        | Teatr Scena Prezentacje w Warszawie              | [ 2 ]  |
| Z życia glist                       | 19 kwietnia 1984     | Tak      |          | Johanne Luise Heiberg          | Teatr Powszechny w Warszawie                     | [ 2 ]  |
| Edukacja Rity                       | 10 maja 1984         | Tak      |          | Rita                           | Teatr Ateneum im. Stefana Jaracza w Warszawie    | [ 2 ]  |
| Wieczernik                          | 5 kwietnia 1985      | Tak      |          | Magdalena                      | poza teatrem                                     | [ 2 ]  |
| Hemar. Piosenki i wiersze           | 28 lutego 1987       | Tak      |          | (rola nieznana)                | Teatr Ateneum im. Stefana Jaracza w Warszawie    | [ 2 ]  |
| Biała bluzka                        | 5 marca 1987         | Tak      |          | Elżbieta                       | przedstawienie impresaryjne                      | [ 2 ]  |
| Panna Julia                         | 8 stycznia 1988      | Tak      |          | Panna Julia                    | Teatr Powszechny w Warszawie                     | [ 2 ]  |
| Medea                               | 25 marca 1988        | Tak      |          | Medea                          | Teatr Powszechny w Warszawie                     | [ 2 ]  |
| Dwoje na huśtawce                   | 10 lutego 1990       | Tak      |          | Gizela Mosca                   | Teatr Powszechny w Warszawie                     | [ 2 ]  |
| Shirley Valentine                   | 3 listopada 1990     | Tak      |          | Shirley Valentine              | Teatr Powszechny w Warszawie                     | [ 2 ]  |
| Kotka na rozpalonym blaszanym dachu | 9 lutego 1992        | Tak      |          | Margaret                       | Teatr Powszechny w Warszawie                     | [ 2 ]  |
| Śmierć i dziewczyna                 | 19 września 1992     | Tak      |          | (rola nieznana)                | Teatr Studio im. Stanisława Ignacego Witkiewicza | [ 2 ]  |
| Na szkle malowane                   | 2 lipca 1993         | Tak      | Tak      | Anioł                          | Teatr Powszechny w Warszawie                     | [ 2 ]  |
| Mąż i żona                          | 29 października 1993 | Tak      |          | Elwira                         | Teatr Powszechny w Warszawie                     | [ 2 ]  |
| Kobieta zawiedziona                 | 18 kwietnia 1994     | Tak      |          | (rola nieznana)                | Teatr Powszechny w Warszawie                     | [ 2 ]  |
| Makbet                              | 24 maja 1996         | Tak      |          | Lady Makbet                    | Teatr Powszechny w Warszawie                     | [ 2 ]  |
| Panna Tutli Putli                   | 26 stycznia 1997     |          | Tak      | –                              | Teatr Powszechny w Warszawie                     | [ 2 ]  |
| Maria Callas. Lekcje śpiewu         | 16 września 1997     | Tak      |          | Maria Callas                   | Teatr Powszechny w Warszawie                     | [ 2 ]  |
| Harry i ja                          | 19 kwietnia 1998     | Tak      |          | Tracy Maclellan                | Teatr Powszechny w Warszawie                     | [ 2 ]  |
| Fedra                               | 18 grudnia 1998      | Tak      |          | Fedra                          | Teatr Powszechny w Warszawie                     | [ 2 ]  |
| Marlene                             | 9 marca 1999         | Tak      |          | Marlene Dietrich               | Impart Wrocław                                   | [ 2 ]  |
| Noc Helvera                         | 16 września 2000     | Tak      |          | Karla                          | Teatr Powszechny w Warszawie                     | [ 2 ]  |
| Na szkle malowane                   | 15 grudnia 2000      |          | Tak      | –                              | Teatr im. Adama Mickiewicza w Częstochowie       | [ 2 ]  |
| Opowiadania zebrane                 | 13 stycznia 2001     | Tak      | Tak      | Ruth Steiner                   | Teatr Komedia w Warszawie                        | [ 2 ]  |
| Mała Steinberg                      | 2 października 2001  | Tak      |          | Mała Steinberg                 | Teatr Studio im. Stanisława Ignacego Witkiewicza | [ 2 ]  |
| Siedem grzechów głównych            | 16 listopada 2001    | Tak      |          | Anna I                         | Teatr Wielki w Warszawie                         | [ 2 ]  |
| Kto się boi Virginii Woolf?         | 16 marca 2002        | Tak      |          | Martha                         | Teatr Powszechny w Warszawie                     | [ 2 ]  |
| Piosenki z teatru                   | 13 października 2002 |          | Tak      | –                              | Teatr Powszechny w Warszawie                     | [ 2 ]  |
| Mewa                                | 5 stycznia 2003      | Tak      |          | Irena Arkadina                 | Teatr Studio im. Stanisława Ignacego Witkiewicza | [ 2 ]  |
| Czego nie widać                     | 16 grudnia 2003      | Tak      |          | Dotty Otley                    | Teatr Powszechny w Warszawie                     | [ 2 ]  |
| Na szkle malowane                   | 14 sierpnia 2004     |          | Tak      | –                              | Teatr Muzyczny im. Danuty Baduszkowej w Gdyni    | [ 2 ]  |
| Namiętność                          | 14 stycznia 2005     |          | Tak      | –                              | Teatr Nowy w Poznaniu                            | [ 2 ]  |
| Lekcje stepowania                   | 24 kwietnia 2005     | Tak      | Tak      | Głos zza sceny                 | Teatr Powszechny w Łodzi                         | [ 2 ]  |
| Stecia Ćwierk w szponach życia      | 29 października 2005 |          | Tak      | –                              | Teatr Polonia                                    | [ 2 ]  |
| Ucho, gardło, nóż                   | 12 listopada 2005    | Tak      | Tak      | Tonka Babić                    | Teatr Polonia                                    | [ 2 ]  |
| Skok z wysokości                    | 15 lipca 2006        | Tak      | Tak      | (rola nieznana)                | Teatr Polonia                                    | [ 2 ]  |
| Trzy siostry                        | 3 grudnia 2006       |          | Tak      | –                              | Teatr Polonia                                    | [ 2 ]  |
| Szczęśliwe dni                      | 12 stycznia 2007     | Tak      |          | Winnie                         | Teatr Polonia                                    | [ 2 ]  |
| Boska!                              | 27 kwietnia 2007     | Tak      |          | Florence Foster Jenkins        | Teatr Polonia                                    | [ 2 ]  |
| Kobiety w sytuacji krytycznej       | 30 listopada 2007    |          | Tak      | –                              | Teatr Polonia                                    | [ 2 ]  |
| Grube ryby                          | 28 czerwca 2008      |          | Tak      | –                              | Teatr Polonia                                    | [ 2 ]  |
| Bóg                                 | 15 listopada 2008    |          | Tak      | –                              | Teatr Polonia                                    | [ 2 ]  |
| Dancing                             | 30 grudnia 2008      | Tak      |          | (rola nieznana)                | Teatr Polonia                                    | [ 2 ]  |
| Bagdad Cafe                         | 26 września 2009     |          | Tak      | –                              | Teatr Polonia                                    | [ 2 ]  |
| Wassa Żelaznowa                     | 16 stycznia 2010     | Tak      |          | Wassa Żelaznowa                | Och-Teatr                                        | [ 2 ]  |
| Pan Jowialski                       | 25 kwietnia 2010     | Tak      |          | Szambelanowa                   | Och-Teatr                                        | [ 2 ]  |
| Biała bluzka                        | 4 czerwca 2010       | Tak      |          | Elżbieta                       | Och-Teatr                                        | [ 2 ]  |
| Przygoda                            | 9 lipca 2010         |          | Tak      | –                              | Teatr Polonia                                    | [ 2 ]  |
| Weekend z R.                        | 27 listopada 2010    | Tak      |          | Clarice                        | Och-Teatr                                        | [ 2 ]  |
| 32 omdlenia                         | 15 kwietnia 2011     | Tak      |          | Dolska, Helena Popowa, Natalia | Teatr Polonia                                    | [ 2 ]  |
| re//mix Na srebrnym globie          | 27 listopada 2011    | Tak      |          | Aza                            | Komuna//Warszawa                                 | [ 2 ]  |
| Kontrakt                            | 3 grudnia 2011       |          | Tak      | –                              | Teatr Polonia                                    | [ 2 ]  |
| Seks dla opornych                   | 20 stycznia 2012     |          | Tak      | –                              | Teatr Wybrzeże                                   | [ 2 ]  |
| Seks dla opornych                   | 12 lutego 2012       |          | Tak      | –                              | Teatr Polonia                                    | [ 2 ]  |
| Mayday                              | 18 marca 2012        |          | Tak      | –                              | Och-Teatr                                        | [ 2 ]  |
| Pocztówki z Europy                  | 15 maja 2012         |          | Tak      | –                              | Och-Teatr                                        | [ 2 ]  |
| Związek otwarty                     | 16 lipca 2012        |          | Tak      | –                              | Teatr Polonia                                    | [ 2 ]  |
| Danuta W.                           | 11 października 2012 | Tak      |          | Danuta Wałęsowa                | Teatr Polonia                                    | [ 2 ]  |
| Zmierzch długiego dnia              | 20 grudnia 2012      | Tak      | Tak      | Mary Tyrone                    | Teatr Polonia                                    | [ 2 ]  |
| Mayday 2                            | 28 maja 2013         |          | Tak      | –                              | Och-Teatr                                        | [ 2 ]  |
| Przedstawienie świąteczne           | 14 grudnia 2013      |          | Tak      | –                              | Och-Teatr                                        | [ 2 ]  |
| Miłość blondynki                    | 24 kwietnia 2014     |          | Tak      | –                              | Och-Teatr                                        | [ 2 ]  |
| Straszny dwór                       | 18 października 2014 |          | Tak      | –                              | Teatr Wielki w Łodzi                             | [ 2 ]  |
| Upadłe anioły                       | 27 grudnia 2014      |          | Tak      | –                              | Och-Teatr                                        | [ 2 ]  |
| Raj dla opornych                    | 6 czerwca 2015       |          | Tak      | –                              | Teatr Wybrzeże                                   | [ 2 ]  |
| Raj dla opornych                    | 13 czerwca 2015      |          | Tak      | –                              | Teatr Polonia                                    | [ 2 ]  |
| Maria Callas. Master Class          | 3 września 2015      | Tak      |          | Maria Callas                   | Och-Teatr                                        | [ 2 ]  |
| Udając ofiarę                       | 8 stycznia 2016      |          | Tak      | –                              | Och-Teatr                                        | [ 2 ]  |
| Matki i synowie                     | 28 kwietnia 2016     | Tak      | Tak      | Katharine Gerard               | Teatr Polonia                                    | [ 2 ]  |
| Lekcje stepowania                   | 20 grudnia 2016      |          | Tak      | –                              | Teatr Polonia                                    | [ 2 ]  |
| Pomoc domowa                        | 9 września 2017      | Tak      | Tak      | Beata                          | Och-Teatr                                        | [ 2 ]  |
| Zapiski z wygnania                  | 9 marca 2018         | Tak      |          | –                              | Teatr Polonia                                    | [ 2 ]  |
| 2 000 000 kroków                    | 9 lipca 2018         | Tak      |          | Głos Matki                     | Teatr Polonia                                    | [ 2 ]  |
| Mój pierwszy raz                    | 6 września 2018      |          | Tak      | –                              | Teatr Polonia                                    | [ 2 ]  |
| Hrabina                             | 5 maja 2019          |          | Tak      | –                              | Opera Bałtycka                                   | [ 2 ]  |
| Jak wam się podoba                  | 28 czerwca 2019      |          | Tak      | –                              | Teatr Wybrzeże                                   | [ 2 ]  |
| Lily                                | 23 lutego 2020       | Tak      | Tak      | Lily Piper                     | Och-Teatr                                        | [ 2 ]  |
| Wspólnota mieszkaniowa              | 16 lipca 2020        |          | Tak      | –                              | Och-Teatr                                        | [ 2 ]  |
| Z życia roślin                      | 25 października 2020 | Tak      |          | Głos Siri                      | Teatr Ochoty w Warszawie                         | [ 2 ]  |
| Aleja Zasłużonych                   | 30 grudnia 2020      | Tak      | Tak      | Ona                            | Teatr Polonia                                    | [ 2 ]  |
| Coś tu nie gra                      | 10 czerwca 2021      |          | Tak      | –                              | Och-Teatr                                        | [ 2 ]  |
| Wiśniowy sad                        | 19 listopada 2021    |          | Tak      | –                              | Teatr Polski im. Arnolda Szyfmana w Warszawie    | [ 2 ]  |
| Dom otwarty                         | 27 stycznia 2024     |          | Tak      | –                              | Teatr Polski im. Arnolda Szyfmana w Warszawie    | [ 2 ]  |

### Spektakle telewizyjne
| Rok  | Tytuł                                   | Profesje | Profesje | Rola                     | Źródło |
| Rok  | Tytuł                                   | A        | R        | Rola                     | Źródło |
| ---- | --------------------------------------- | -------- | -------- | ------------------------ | ------ |
| 1974 | Trzy siostry                            | Tak      |          | Masza                    | [ 3 ]  |
| 1976 | Dziewięć lat                            | Tak      |          | Anna May                 | [ 3 ]  |
| 1977 | Wesele Figara                           | Tak      |          | Hrabina                  | [ 3 ]  |
| 1977 | Ostatnie dni                            | Tak      |          | Natalia                  | [ 3 ]  |
| 1977 | Mąż przeznaczenia                       | Tak      |          | Dama                     | [ 3 ]  |
| 1977 | Dla szczęścia                           | Tak      |          | Olga                     | [ 3 ]  |
| 1978 | O wpół do jedenastej wieczór, latem     | Tak      |          | Klara                    | [ 3 ]  |
| 1978 | Wielki kawałek tortu w pułapce na myszy | Tak      |          | Hildegarda Maener        | [ 3 ]  |
| 1978 | Długie pożegnanie                       | Tak      |          | Ludmiła                  | [ 3 ]  |
| 1979 | Śnieg                                   | Tak      |          | Ewa                      | [ 3 ]  |
| 1979 | Bal manekinów                           | Tak      |          | Manekin 34               | [ 3 ]  |
| 1981 | Niemcy                                  | Tak      |          | Ruth                     | [ 3 ]  |
| 1982 | Dzień jego powrotu                      | Tak      |          | Monika Ilecka            | [ 3 ]  |
| 1982 | Balladyna                               | Tak      |          | Balladyna                | [ 3 ]  |
| 1983 | Pożądanie w cieniu wiązów               | Tak      |          | Abbie Putnam             | [ 3 ]  |
| 1986 | Mów mi Chandler                         | Tak      |          |                          | [ 3 ]  |
| 1986 | Bliski nieznajomy                       | Tak      |          | Magda                    | [ 3 ]  |
| 1987 | Dom kobiet                              | Tak      |          | Joanna                   | [ 3 ]  |
| 1988 | Hymn                                    | Tak      |          | Kobieta                  | [ 3 ]  |
| 1990 | Wieczernik                              | Tak      |          | Maria Magdalena          | [ 3 ]  |
| 1991 | Silniejsza                              | Tak      |          | Pani X                   | [ 3 ]  |
| 1992 | Kim pani jest?                          | Tak      |          | Astrid Keller            | [ 3 ]  |
| 1993 | Gorzkie łzy Petry von Kant              | Tak      |          | Petra von Kant           | [ 3 ]  |
| 1993 | Hedda Gabler                            |          | Tak      |                          | [ 3 ]  |
| 1994 | Elektra                                 | Tak      |          | Elektra                  | [ 3 ]  |
| 1994 | Kobieta zawiedziona                     | Tak      |          | Monika                   | [ 3 ]  |
| 1994 | Uciekła mi przepióreczka                | Tak      |          | Księżniczka Sieniawianka | [ 3 ]  |
| 1994 | Wiśniowy sad                            | Tak      |          | Lubow Raniecka           | [ 3 ]  |
| 1994 | Na szkle malowane                       | Tak      | Tak      | Anioł                    | [ 3 ]  |
| 1995 | Amfitrion                               | Tak      |          | Alkmena                  | [ 3 ]  |
| 1995 | Bożyszcze Kobiet                        | Tak      |          | Ellen Navazio            | [ 3 ]  |
| 1995 | Cyd                                     |          | Tak      |                          | [ 3 ]  |
| 1996 | Adrienne Lecouvreur                     | Tak      |          | Księżna de Bouillon      | [ 3 ]  |
| 1996 | Odbita sława                            | Tak      |          | Susan                    | [ 3 ]  |
| 1996 | Tristan i Izolda                        |          | Tak      |                          | [ 3 ]  |
| 1997 | Heldenplatz (Plac Bohaterów)            | Tak      |          | Anna                     | [ 3 ]  |
| 1998 | Równy podział                           | Tak      |          | Renata Taylor            | [ 3 ]  |
| 1998 | Milena                                  | Tak      |          |                          | [ 3 ]  |
| 1998 | Fizjologia małżeństwa                   | Tak      | Tak      | Żona-Narratorka          | [ 3 ]  |
| 1999 | Lalek                                   | Tak      |          | Matka                    | [ 3 ]  |
| 1999 | Od czasu do czasu                       | Tak      |          | Ela                      | [ 3 ]  |
| 1999 | Piękny widok                            | Tak      |          | Mary-Lou                 | [ 3 ]  |
| 1999 | Wybór                                   | Tak      |          | Marta Pogan              | [ 3 ]  |
| 2000 | Okruchy czułości                        | Tak      |          | Evelyn                   | [ 3 ]  |
| 2000 | Klub Kawalerów                          | Tak      | Tak      | Dziudziulińska           | [ 3 ]  |
| 2000 | Związek otwarty                         | Tak      | Tak      | Barbara                  | [ 3 ]  |
| 2001 | Zazdrość                                | Tak      | Tak      | Helena Stawiska          | [ 3 ]  |
| 2002 | Piękna pani Seidenman                   | Tak      |          | Irma Seidenman           | [ 3 ]  |
| 2002 | Wizyta starszej pani                    | Tak      |          | Klara Zachanassian       | [ 3 ]  |
| 2002 | Porozmawiajmy o życiu i śmierci         | Tak      | Tak      | Matka Pawła              | [ 3 ]  |
| 2003 | Śluby panieńskie                        | Tak      | Tak      | Pani Dobrójska           | [ 3 ]  |
| 2005 | Kopciuszek                              |          | Tak      |                          | [ 3 ]  |
| 2006 | Małe zbrodnie małżeńskie                | Tak      | Tak      | Lisa                     | [ 3 ]  |
| 2009 | Rosyjskie konfitury                     | Tak      | Tak      | Natalia Iwanowna         | [ 3 ]  |
| 2011 | Boska!                                  | Tak      |          | Florence Foster Jenkins  | [ 3 ]  |
| 2015 | Damy i huzary                           | Tak      | Tak      | Pani Orgonowa            | [ 3 ]  |

## Filmografia

### Filmy
| Rok  | Tytuł                                                   | Profesje | Profesje | Rola                            | Nagrody | Źródło |
| Rok  | Tytuł                                                   | A        | R        | Rola                            | Nagrody | Źródło |
| ---- | ------------------------------------------------------- | -------- | -------- | ------------------------------- | --- | ------ |
| 1976 | Człowiek z marmuru                                      | Tak      |          | Agnieszka                       | | [ 4 ]  |
| 1977 | Pani Bovary to ja                                       | Tak      |          | Krystyna                        | | [ 4 ]  |
| 1977 | Na srebrnym globie                                      | Tak      |          | Aza                             | | [ 4 ]  |
| 1977 | Granica                                                 | Tak      |          | Elżbieta Biecka                 | | [ 4 ]  |
| 1978 | Bez znieczulenia                                        | Tak      |          | Agata                           | | [ 4 ]  |
| 1978 | Bestia                                                  | Tak      |          | Anna                            | | [ 4 ]  |
| 1979 | Manchmal besucht der Neffe die Tante                    | Tak      |          |                                 | | [ 4 ]  |
| 1979 | Golem                                                   | Tak      |          | Rozyna                          | 1981: Triest (MFF Fantastycznych) – Nagroda aktorska „Srebrny Asteroid” | [ 4 ]  |
| 1979 | Dyrygent                                                | Tak      |          | Marta                           | | [ 4 ]  |
| 1980 | W biały dzień                                           | Tak      |          | Ewa                             | | [ 4 ]  |
| 1980 | Uoni                                                    | Tak      |          |                                 | | [ 4 ]  |
| 1980 | Zielony ptak                                            | Tak      |          |                                 | | [ 4 ]  |
| 1981 | Wojna światów – następne stulecie                       | Tak      |          | żona Idema, prostytutka Gea     | | [ 4 ]  |
| 1981 | On, ona, oni                                            | Tak      |          | psycholożka                     | | [ 4 ]  |
| 1981 | Fik-mik                                                 | Tak      |          | dr Anita                        | | [ 4 ]  |
| 1981 | Mefisto                                                 | Tak      |          | Barbara Bruckner                | | [ 4 ]  |
| 1981 | Człowiek z żelaza                                       | Tak      |          | Agnieszka                       | | [ 4 ]  |
| 1982 | Przesłuchanie                                           | Tak      |          | Antonina Dziwisz                | 1990: Złota Palma dla najlepszej aktorki na Festiwalu Filmowym w Cannes, 1990: Nagroda za pierwszoplanową rolę kobiecą na 15. Festiwalu Polskich Filmów Fabularnych, 1991: Belgrad (BESEF) – Nagroda za rolę kobiecą | [ 4 ]  |
| 1982 | Szpiegu, wróć                                           | Tak      |          | Anna Gertz                      | | [ 4 ]  |
| 1982 | Ce fut un bel été                                       | Tak      |          | Wanda                           | | [ 4 ]  |
| 1983 | To tylko rock                                           | Tak      |          | piosenkarka Majka Lenczewska    | | [ 4 ]  |
| 1983 | Synteza                                                 | Tak      |          | aktorka Gloria Lamb             | | [ 4 ]  |
| 1983 | Stan wewnętrzny                                         | Tak      |          | żeglarka Ewa Jaskólska          | | [ 4 ]  |
| 1983 | Bella Donna                                             | Tak      |          | Lena                            | | [ 4 ]  |
| 1984 | Drobne, kobiece pismo                                   | Tak      |          | Amelia Tachezy                  | | [ 4 ]  |
| 1984 | O-bi, o-ba. Koniec cywilizacji                          | Tak      |          | Gea                             | | [ 4 ]  |
| 1985 | Kochankowie mojej mamy                                  | Tak      |          | Krystyna Traczyk                | | [ 4 ]  |
| 1986 | W zawieszeniu                                           | Tak      |          | Anna Mroczyńska                 | | [ 4 ]  |
| 1986 | Laputa                                                  | Tak      |          | Małgorzata                      | 1986: Montreal (World Film Festival) – Nagroda za rolę kobiecą | [ 4 ]  |
| 1987 | Krótki film o zabijaniu                                 | Tak      |          | Dorota                          | | [ 4 ]  |
| 1988 | Stan posiadania                                         | Tak      |          | Julia                           | 1990: Nagroda Szefa Kinematografii (Przewodniczącego Komitetu Kinematografii) za twórczość filmową w dziedzinie filmu fabularnego                                                                                    | [ 4 ]  |
| 1991 | Kuchnia polska                                          | Tak      |          | Margaret Szymanko               | | [ 4 ]  |
| 1992 | Zwolnieni z życia                                       | Tak      |          | „Francuzka”                     | 1992: Złota Muszla dla najlepszej aktorki na Międzynarodowym Festiwalu Filmowym w San Sebastián | [ 4 ]  |
| 1995 | Pestka                                                  | Tak      | Tak      | Agata Koman                     | 1995: Nagroda za debiut reżyserski na 20. Festiwalu Polskich Filmów Fabularnych, 1995: Nagroda Stowarzyszenia Kobiet Filmu i Telewizji na 20. Festiwalu Polskich Filmów Fabularnych                                  | [ 4 ]  |
| 1995 | Tato                                                    | Tak      |          | adwokat Magda                   | | [ 4 ]  |
| 1996 | Opowieści weekendowe: Niepisane prawa                   | Tak      |          | Halina                          | | [ 4 ]  |
| 1996 | Matka swojej matki                                      | Tak      |          | Ewa Kozłowska                   | | [ 4 ]  |
| 1997 | Ostatni rozdział                                        | Tak      |          | pani Leduroy                    | | [ 4 ]  |
| 2000 | Życie jako śmiertelna choroba przenoszona drogą płciową | Tak      |          | Anna                            | 2001: Orzeł za najlepszą główną rolę kobiecą podczas 3. ceremonii wręczenia Orłów (nominacja) | [ 4 ]  |
| 2000 | Weiser                                                  | Tak      |          | Elka                            | | [ 4 ]  |
| 2000 | Żółty szalik                                            | Tak      |          | aktualna kobieta bohatera       | | [ 4 ]  |
| 2001 | Przedwiośnie                                            | Tak      |          | Jadwiga Baryka                  | | [ 4 ]  |
| 2002 | Superprodukcja                                          | Tak      |          | ona sama                        | | [ 4 ]  |
| 2005 | Wróżby kumaka                                           | Tak      |          | Aleksandra Piątkowska           | 2006: Orzeł za najlepszą główną rolę kobiecą podczas 8. ceremonii wręczenia Orłów (nominacja) | [ 4 ]  |
| 2005 | Solidarność, Solidarność... Człowiek z nadziei          | Tak      |          | ona sama                        | | [ 4 ]  |
| 2005 | Parę osób, mały czas                                    | Tak      |          | Jadwiga Stańczakowa             | 2005: Nagroda za pierwszoplanową rolę kobiecą na 30. Festiwalu Polskich Filmów Fabularnych, 2008: Orzeł za najlepszą główną rolę kobiecą podczas 10. ceremonii wręczenia Orłów (nominacja)                           | [ 4 ]  |
| 2007 | Ryś                                                     | Tak      |          | sprzątaczka Wiadro              | | [ 4 ]  |
| 2009 | Tatarak                                                 | Tak      |          | Marta, ona sama                 | 2010: Orzeł za najlepszą główną rolę kobiecą podczas 12. ceremonii wręczenia Orłów (nominacja) | [ 4 ]  |
| 2009 | Rewers                                                  | Tak      |          | Irena                           | 2010: Orzeł za najlepszą drugoplanową rolę kobiecą podczas 12. ceremonii wręczenia Orłów (nominacja) | [ 4 ]  |
| 2011 | Sponsoring                                              | Tak      |          | matka Alicji                    | | [ 4 ]  |
| 2013 | Wałęsa. Człowiek z nadziei                              | Tak      |          | Agnieszka (materiał archiwalny) | | [ 4 ]  |
| 2014 | Pani z przedszkola                                      | Tak      |          | babcia Krzysztofa               | | [ 4 ]  |
| 2015 | Panie Dulskie                                           | Tak      |          | babka Dulska                    | | [ 4 ]  |
| 2018 | Juliusz                                                 | Tak      |          | ona sama                        | | [ 4 ]  |
| 2018 | Słodki koniec dnia                                      | Tak      |          | noblistka Maria Linde           | 2019: Specjalna Nagroda Aktorska na Sundance Film Festival | [ 4 ]  |
| 2021 | Jak pokochałam gangstera                                | Tak      |          | Rita                            | | [ 4 ]  |

### Seriale telewizyjne
| Rok       | Tytuł                   | Profesje | Profesje | Rola                        | Uwagi                                                                                        | Źródło |
| Rok       | Tytuł                   | A        | R        | Rola                        | Uwagi                                                                                        | Źródło |
| --------- | ----------------------- | -------- | -------- | --------------------------- | -------------------------------------------------------------------------------------------- | ------ |
| 1973      | Czarne chmury           | Tak      |          | tańcząca na weselu          | odcinek 3                                                                                    | [ 5 ]  |
| 1978      | Rodzina Połanieckich    | Tak      |          | Christina                   | odcinek 5                                                                                    | [ 5 ]  |
| 1979      | Doktor Murek            | Tak      |          | Arletka                     | odcinki: 4–7                                                                                 | [ 5 ]  |
| 1988      | Wilder Westen inclusive | Tak      |          | Marianne Küssling           |                                                                                              | [ 5 ]  |
| 1988      | Dekalog                 | Tak      |          | Dorota                      | odcinki: Dekalog II, Dekalog V                                                               | [ 5 ]  |
| 1989      | Modrzejewska            | Tak      |          | aktorka Helena Modrzejewska | odcinki: 1–7 (wszystkie)                                                                     | [ 5 ]  |
| 1991      | Kuchnia polska          | Tak      |          | Margaret Szymanko           | odcinki: 1–2                                                                                 | [ 5 ]  |
| 1993      | Der große Bellheim      | Tak      |          | Maria Bellheim              |                                                                                              | [ 5 ]  |
| 2003–2004 | Męskie-żeńskie          | Tak      | Tak      | Lilka                       | odcinki: 1–6 (wszystkie)                                                                     | [ 5 ]  |
| 2007      | Niania                  | Tak      |          | ona sama                    | odcinek: 66                                                                                  | [ 5 ]  |
| 2011–2012 | Bez tajemnic            | Tak      |          | superwizorka Barbara        | odcinki: 5, 10, 15, 20, 25, 30, 35, 40, 45 (seria 1), 5, 10, 15, 20, 25, 30-31, 35 (seria 2) | [ 5 ]  |
| 2020      | Królestwo kobiet        | Tak      |          | Ineza Klin                  | odcinki: 1–8 (wszystkie)                                                                     | [ 5 ]  |
| 2022      | Warszawianka            | Tak      |          | Maria Czułkowska            | odcinki: 9–11                                                                                | [ 5 ]  |
| 2023      | Mój agent               | Tak      |          | ona sama                    | odcinek: 10                                                                                  | [ 5 ]  |
| 2024      | Matki pingwinów         | Tak      |          | matka Jerzego               | odcinki: 4–6                                                                                 |        |

### Dubbing
| Rok  | Tytuł                           | Profesje | Profesje | Rola                      | Uwagi                             | Źródło |
| Rok  | Tytuł                           | A        | R        | Rola                      | Uwagi                             | Źródło |
| ---- | ------------------------------- | -------- | -------- | ------------------------- | --------------------------------- | ------ |
| 2011 | Uncharted 3: Oszustwo Drake’a   | Tak      |          | Katherine Marlowe         | gra wideo, polska wersja językowa | [ 6 ]  |
| 2019 | Zabij to i wyjedź z tego miasta | Tak      |          | Jadwiga                   | film animowany                    | [ 7 ]  |
| 2021 | Kajko i Kokosz                  | Tak      |          | dyrektorka Szkoły Latania | serial animowany                  | [ 8 ]  |

## Kariera wokalna

### Dyskografia
- 1984: Krystyna Janda i Marek Grechuta W malinowym chruśniaku (Polskie Nagrania Muza)[9]
- 1985: Music from Poland at midem '85 (Polskie Nagrania Muza)[10]
- 1990: Marek Grechuta Anawa – Ocalić od zapomnienia (Polskie Nagrania Muza)[11]
- 1991: Marek Grechuta Anawa – Ocalić od zapomnienia (Polskie Nagrania Muza)[12]
- 1996: Summer Hits 2 – Piosenki na lato (Caston)[13]
- 2001: Marek Grechuta Serce[14]
- 2005: Marek Grechuta Serce (Pomaton EMI)[15]
- 2007: Trójka live! Agnieszka Osiecka – Kobiety mojego życia (3 SKY MEDIA)[16]

### Muzyka
- W filmie Człowiek z żelaza śpiewa Balladę o Janku Wiśniewskim[17].
- Na płycie „Pięć oceanów” z utworami Agnieszki Osieckiej śpiewa piosenkę „Na zakręcie”.

## Publikacje
- Krystyna Janda: Gwiazdy mają czerwone pazury. Warszawa: W.A.B., 1998. ISBN 83-87021-39-3. Brak numerów stron w książce
- Krystyna Janda: Moja droga B. Warszawa: W.A.B., 2000. ISBN 83-88221-41-8. Brak numerów stron w książce
- Krystyna Janda: Różowe tabletki na uspokojenie. Warszawa: Świat Książki, 2003. ISBN 83-7311-879-9. Brak numerów stron w książce
- Krystyna Janda: WWW.MAŁPA.PL. Warszawa: W.A.B., 2004. ISBN 83-89291-89-4. Brak numerów stron w książce
- Krystyna Janda: WWW.MAŁPA2.PL. Warszawa: W.A.B., 2005. ISBN 83-7414-079-8. Brak numerów stron w książce
- Krystyna Janda: Moje rozmowy z dziećmi. Warszawa: Krystyna Janda, 2008. ISBN 978-83-927777-0-0. Brak numerów stron w książce
- Krystyna Janda: Pani zyskuje przy bliższym poznaniu / Krystyna Janda w rozmowie z Katarzyną Montogomery. Warszawa: Prószyński Media, 2016. ISBN 978-83-8069-352-4. Brak numerów stron w książce
- Krystyna Janda: Dziennik 2000–2002. Warszawa: Prószyński Media, 2017. ISBN 978-83-8097-124-0. Brak numerów stron w książce
- Krystyna Janda: Dziennik 2003–2004. Warszawa: Prószyński Media, 2017. ISBN 978-83-8097-237-7
- Krystyna Janda: Dziennik 2005−2006. Warszawa: Prószyński Media, 2018. ISBN 978-83-8123-251-7